# G.L. Lahde
Gerhard Ludvig Lahde (19. oktober 1765 – 29. november 1833) var en kobberstikker og en søn af en skrædder i Bremen.
Han kom i guldsmedelære i Kiel, og da han var blevet svend, rejste han med Cl. Ditlev Fritzsch til København for at uddanne sig til kunstner i 1787. Her fik han adgang til Kunstakademiet, vandt 1790 den mindre sølvmedalje, lagde sig efter kobberstikkerkunsten, fik nogen understøttelse fra sin fødeby Bremen og vandt i 1791 den store sølvmedalje og i 1792 den mindre guldmedalje for et kobberstik efter Guercino. Derefter var det hans agt at vende hjem til Bremen, men han betænkte sig, opnåede dansk indfødsret i 1792 og knyttede sig siden med varm følelse til sit nye fædreland. Hans forsøg på at få stipendium og på at blive agreeret (godkendt) ved akademiet lykkedes ikke, da han ikke ville følge dets opfordring til at konkurrere til den store guldmedalje. Han havde nemlig, som det synes, nok at bestille med at udføre portrætter, som han tegnede og graverede sirlig og net; sådanne tegnede eller malede portrætter i mindre format ernærede i den tid med lethed sin mand, da de trådte i stedet for nutidens fotografier.
I 1799 blev han hofkobberstikker og fik i de følgende år flere gange understøttelser af Fonden ad usus publicos. Allerede 1796 kunne han ægte en smuk landsmandinde, Charlotte Dorothea Eleonore Werner, hvis far var skomager i København, men hun døde allerede 1803. Efter en kort udenlandsrejse med offentlig understøttelse købte han et hus i København, hvorfra han, der var en klog forretningsmand, drev en vistnok fordelagtig kunsthandel med sine kobberstik, og havde yngre kunstnere som Johan Heinrich Senn og Christoffer Wilhelm Eckersberg til at tegne og male for sig.
Da han gerne viste sit "patriotiske" sindelag, som man den gang sagde, forstod han at vælge emner, der havde øjeblikkets opmærksomhed for sig, for eksempel Slotsbranden 1794, Københavns store ildebrand 1795, begivenhederne i 1801 og 1807, Thorvaldsens værker, klædedragter i København (Det daglige Liv i Hovedstaden, 1818). Desuden udgav han Samling af fortjente Mænds Portrætter (12 portrætter, 1798-1801) og flere rækker fortegningsværker. Undertiden var indtægten, eller en del deraf, bestemt til veldædigt (godgørende) øjemed. I 1820 indgik han sit andet ægteskab, med Marie Tonnum af dansk herkomst. I sine senere år mistede han en del af sin formue ved uheldige ejendomskøb og døde 29. november 1833 efter året før at være ramt af et slagtilfælde.